# Mount Holmboe
Mount Holmboe ist ein 1730 m hoher Berg im westantarktischen Ellsworthland. Er ragt 1,5 km nördlich des Mount Liavaag und 11 km nordwestlich des Mount Weems am äußersten nördlichen Ende der Sentinel Range des Ellsworthgebirges auf.
Der US-amerikanische Polarforscher Lincoln Ellsworth entdeckte ihn bei seinem Transantarktikflug am 23. November 1935. Das Advisory Committee on Antarctic Names benannte ihn 1961 nach dem norwegisch-US-amerikanischen Meteorologen Jørgen Holmboe (1902–1979), Teilnehmer an Ellsworths Antarktisexpedition von 1933 bis 1934.